# Dieter Przewdzing

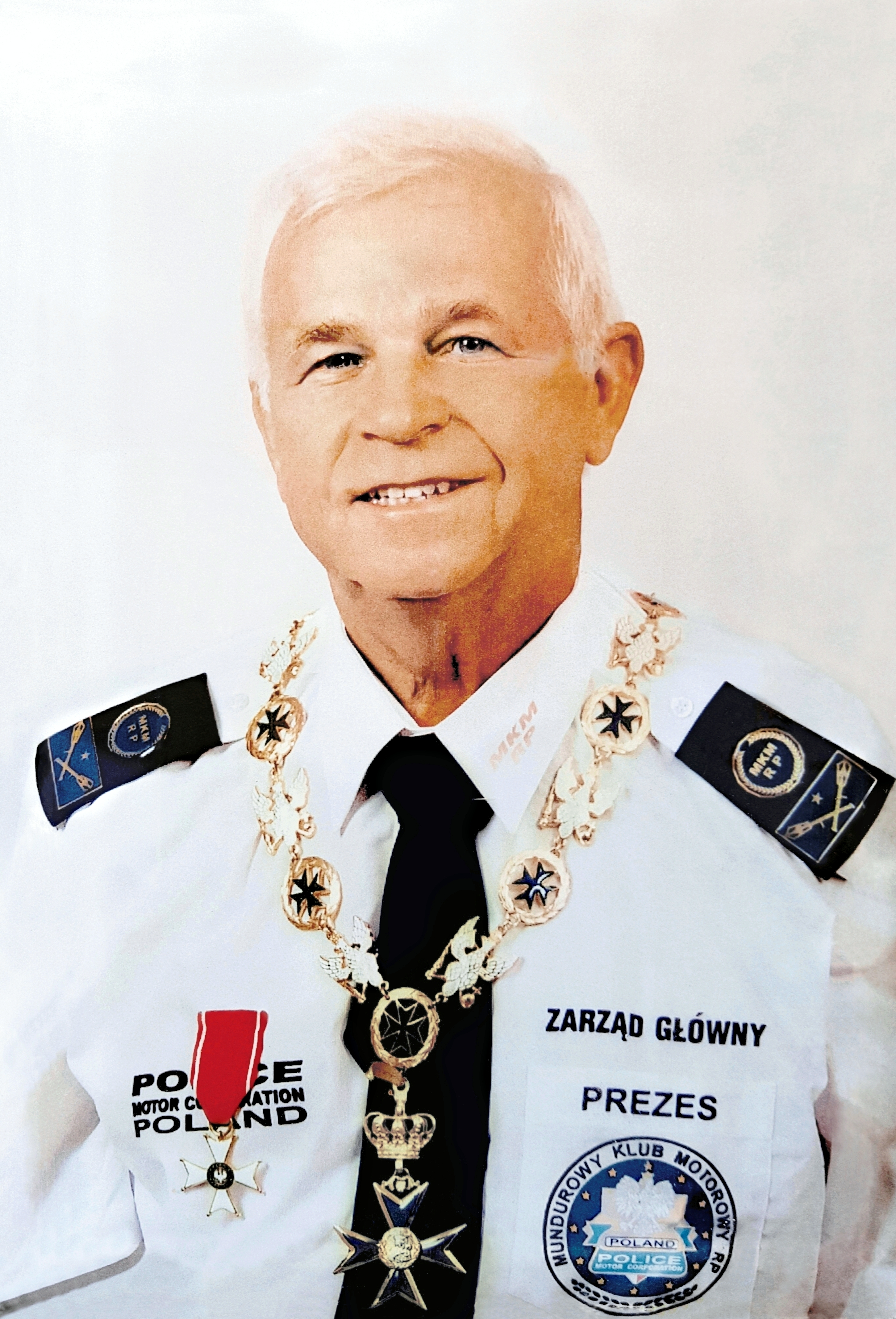
Dieter Josef Przewdzing

Dieter Josef Przewdzing (* 24. Februar 1944 in Odertal II, Stadtteil von Odertal, Landkreis Groß Strehlitz; † 18. Februar 2014 in Krępna, Powiat Krapkowicki) war ein polnischer Kommunalpolitiker und Bürgermeister in Zdzieszowice (Deschowitz). Przewdzing war Angehöriger der deutschen Minderheit.

## Leben
Die Eltern lebten im oberschlesischen Dorf Roswadze, das im Jahr 1936 von den NS-Machthabern in Annengrund umbenannt wurde. Einige Jahre nach Kriegsende schloss Dieter die polnische Volksschule in Rozwadza ab. Nach der Ausbildung zum Techniker war er in Kędzierzyn-Koźle tätig. Später trat er der Polnischen Vereinigten Arbeiterpartei  (PZPR) bei und wurde ein Mitglied der Freiwilligen Reserve der Bürgermiliz (Ochotnicza Rezerwa Milicji Obywatelskiej ORMO). Ab 1976 wurde er zum Gemeindevorsteher und ab 1990 zum Bürgermeister der Stadt Zdzieszowice gewählt und blieb in dieser Position bis zum Lebensende. Hierdurch war er mit einer Amtszeit von 38 Jahren der amtsälteste Bürgermeister in Polen.
Ab 1989 engagierte er sich bei der Sozial-Kulturellen Gesellschaft der Deutschen im Oppelner Schlesien (SKGD) und wurde 2001 deren Kandidat für den Senat der Republik Polen sowie 2007 Kandidat für den Sejm der Republik Polen. Im Jahr 1997 erhielt Dieter Przewdzing das Verdienstkreuz der Republik Polen in Gold und im Jahr 2005 wurde er zum Ritter des Ordens Polonia Restituta ernannt. Am 11. Oktober 2013 erhielt er in Oppeln von dem Prodekan der Staatlichen Agrarakademie in Poltawa (Poltava State Agrarian Academy) Oleg Gorb die Ehrendoktorwürde (Dr. honoris causa).
In den letzten Jahren seiner Tätigkeit setzte er sich für ein autonomes Oberschlesien ein, womit sich Gemeinsamkeiten mit den Ansichten der Bewegung für die Autonomie Schlesiens ergaben, und forderte besonders eine finanzielle und wirtschaftliche Selbstverwaltung der Region.
Einige Tage vor seinem 70. Geburtstag wurde Dieter Przewdzing am 18. Februar 2014 gegen 19.00 Uhr in Krępna durch einen Unbekannten getötet. Bei der Beisetzung, die am 22. Februar in Żyrowa (Zyrowa) stattfand, nahmen über 3000 Personen teil. Trotz Bemühungen der örtlich zuständigen Staatsanwaltschaft in Oppeln bleibt dieses Tötungsdelikt bisher ungeklärt.

## Ehrungen (Auswahl)
- 2005: Orden Polonia Restituta (Ritter)
- 1997: Verdienstkreuz der Republik Polen in Gold
- 2013: Ehrendoktor der Staatlichen Agrarakademie in Poltawa
- Medaille der Komisja Edukacji Narodowej
- Lorbeerehrung Umiejętności i Kompetencji in Gold
- Lorbeerehrung Umiejętności i Kompetencji in Platin
- Lorbeerehrung Pro Publico Bono in Platin
- Ehrenabzeichen Für Verdienste an der Woiwodschaft Opole